# Zambales
Zambales é um província de  segunda classe de renda da província (d) na região Luzon Central, nas Filipinas. De acordo com o censo de 1 de maio  de  2020 possui uma população de 649 615 pessoas e 165 045 domicílios.  A sua capital é Iba.
Zambales é situada entre o Mar do Sul da China e as Montanhas Zambales. Com uma área de 3 700 km², é a segunda maior província da Luzon central, e tem uma densidade populacional de 170 habitantes por km², uma das menores do país. A província é mais conhecida pela quantidade e qualidade das mangas que produz, uma das mais doces do mundo.
Seus primeiros habitantes chamavam-se Aetas, depois substituídos pelo povo Sambal, adeptos de superstições e mistérios. Muitos dos habitantes de hoje são migrantes de outras partes das Filipinas, atraídos para a província por ofertas de emprego na base naval americana durante sua instalação no país. Graças a isso, além do filipino o inglês é falado e entendido por grande parte da população. Iba é a sua capital e a maior parte de sua área é tomada pelas Montanhas Zambales, onde o vulcão do Monte Pinatubo, encravado entre as províncias vizinhas de Pampanga e Tarlac, considerado adormecido, entrou em erupção em 1971.
A área de Zambales foi uma das  primeiras a ser explorada nas Filipinas pelos conquistadores espanhóis do século XVI e seu nome vem da palavra zambal, língua falada pelos primeiros habitantes originais da região.

## Subdivisões
Municípios
- Botolan
- Cabangan
- Candelaria
- Castillejos
- Iba
- Masinloc
- Palauig
- San Antonio
- San Felipe
- San Marcelino
- San Narciso
- Santa Cruz
- Subic

Cidade
- Olongapo  (Independente administrativamente da província mas agrupada sob Zambales pela Autoridade Filipina de Estatísticas.)